# Eugenia Trinchinetti
Eugenia María Trinchinetti (Victoria, 17 de julio de 1997) es una jugadora argentina de hockey sobre césped que se desempeña como volante. Forma parte de la Selección nacional.

## Carrera deportiva
Eugenia comenzó a jugar hockey sobre césped a los cinco años en el Club San Fernando.
A los 16 años integró la Selección juvenil que obtuvo la medalla de bronce en los Juegos Olímpicos de la Juventud de Nankín 2014.
Fue seleccionada en varias oportunidades para torneos regionales y en 2016 fue convocada para integrar la Selección juvenil, las Leoncitas, que ese año se consagró campeona del Panamericano Juvenil en Trinidad y Tobago y en el Campeonato Mundial Junior 2016, tras vencer a Países Bajos.
En 2015 debutó con la Selección mayor. En 2017, obtuvo la Copa Panamericana disputada en Lancaster, Estados Unidos.
En 2018 compitió en el Campeonato Mundial donde finalizó en el sexto puesto. En el Champions Trophy de 2018 logró la medalla de bronce. Además, participó en la Hockey Pro League de 2019 donde terminó en el cuarto puesto.
En 2019 integró la Selección que compitió en los Juegos Panamericanos donde ganó la medalla de oro.
En agosto de 2021, obtuvo la medalla de plata en los Juegos Olímpicos de Tokio 2020.
En 2022, logró la clasificación al Campeonato Mundial, tras ganar la Copa Panamericana realizada en Chile. Obtuvo la medalla de oro en la Hockey Pro League y el segundo puesto en el Campeonato Mundial.
En 2023 compitió en los Juegos Panamericanos donde ganó la medalla de oro y logró la clasificación a los Juegos Olímpicos de París 2024.
En los Juegos Olímpicos de París 2024, consiguió ganar la medalla de bronce luego de haber caído en semifinales ante la Selección de Países Bajos y vencido a Bélgica en la tanda de penales 3 a 1 en el partido por el tercer puesto.

## Clubes
| Club              | País      | Tipo    |
| ----------------- | --------- | ------- |
| Club San Fernando | Argentina | Amateur |

## Palmarés
- Campeona en el Panamericano Juvenil de Trinidad y Tobago
- Medalla de bronce en los Juegos Olímpicos de la Juventud de Nankín 2014
- Campeona en el Campeonato Mundial Junior 2016
- Medalla de bronce en el Champions Trophy 2018
- Medalla de oro en los Juegos Panamericanos de 2019
- Medalla de plata en los Juegos Olímpicos de Tokio 2020
- Medalla de oro en la Copa Panamericana 2022
- Medalla de oro en la Hockey Pro League 2021-22
- Medalla de plata en el Campeonato Mundial 2022
- Medalla de oro en los Juegos Panamericanos de 2023
- Medalla de bronce en los Juegos Olímpicos de París 2024

## Premios
- Olimpia de plata (2023)[10]